# Sebacinsäuredi-n-butylester
Sebacinsäuredi-n-butylester, auch Dibutylsebacat, ist eine farb- und geruchlose, ölige organische chemische Verbindung, der Diester der Sebacinsäure mit dem Alkohol 1-Butanol. Dibutylsebacat besitzt ein breites Anwendungsspektrum als Weichmacher in Kunststoffen, Zusatz in kosmetischen und Hautpflegeprodukten sowie Bestandteil von Retard-Hartgelatinekapseln für Arzneimittel.

## Darstellung
Die Verbindung kann durch säurekatalysierte Veresterung von Sebacinsäure mit 1-Butanol hergestellt werden.

## Eigenschaften
Der Flammpunkt liegt bei 178 °C, die Zündtemperatur bei 365 °C.

## Verwendung
Sebacinsäuredi-n-butylester dient hauptsächlich als Weichmacher für Kunststoffe, auch Kunststoff-Folien, ist jedoch auch in vielen kosmetischen Produkten, Haut- und Haarpflegemitteln, Kosmetika und Arzneimittelkapseln enthalten. Sebacinsäuredibutylester darf aufgrund seiner geringen Toxizität in Lebensmittelverpackungen enthalten sein. Weiterhin wirkt es filmbildend und phlegmatisierend, weshalb es Explosiv- und hochreaktiven Treibstoffen wie dem Treibstoff Otto 2 in Torpedos beigemischt wird.